# Spermaturie
 (août 2012).
Si vous disposez d'ouvrages ou d'articles de référence ou si vous connaissez des sites web de qualité traitant du thème abordé ici, merci de compléter l'article en donnant les références utiles à sa vérifiabilité et en les liant à la section « Notes et références ».
La spermaturie est un état pathologique chez l'homme caractérisé par la présence de spermatozoïdes dans les urines. Le liquide alors émis est communément appelé spurine (contraction des termes sperme et urine).
Elle peut être observée chez les mâles d'autres espèces animales et alors diagnostiquée parfois en médecine vétérinaire.
La cause étant le plus fréquemment une éjaculation rétrograde.
Elle peut être physiologique au cours des mictions qui suivent le coït (miction post-coïtale).